# Pia Reinacher
Pia Reinacher (* 7. Juni 1954) ist eine Schweizer Literaturwissenschaftlerin und -kritikerin sowie Buchautorin. Von 2000 bis 2013 arbeitete sie als freie Mitarbeiterin der Frankfurter Allgemeinen Zeitung mit dem Schwerpunkt Literaturkritik und Schweizer Kulturpolitik.

## Leben
An der Universität Zürich und an der Universität Poitiers studierte Pia Reinacher Germanistik, Romanistik und Kunstgeschichte und promovierte 1988 über "Die Sprache der Kleider im Literarischen Text. Untersuchungen zu Gottfried Keller und Robert Walser" bei Peter von Matt.
In den Jahren 1993 bis 2000 war Pia Reinacher Literaturchefin beim Zürcher Tages-Anzeiger. Von 1999 bis 2016  arbeitete sie als freie Kritikerin (Schwerpunkt Schweizer Literatur) für Deutschlandradio in Köln (Deutschlandfunk). In den Jahren 2000 bis 2013 war sie als freie Mitarbeiterin für die Frankfurter Allgemeinen Zeitung mit dem Schwerpunkt Literaturkritik und Schweizer Kulturpolitik tätig. Von 2001 bis in die Gegenwart (Stand: 2022) veröffentlichte sie als Literaturkritikerin diverse Beiträge in der Weltwoche.
Seit 2001 nimmt sie als Gastdozentin Lehraufträge zu Literaturkritik, Kultur und Medien an mehreren Schweizer Universitäten wahr. So dozierte Pia Reinacher an der Universität Basel, an der Universität Bern, an der Universität Freiburg und an der Universität Luzern. Zuletzt war sie von 2003 bis 2015 Lehrbeauftragte an der Universität Zürich, wo sie die Module "Kultur & Medien", "Schreibwerkstatt" und "Im Kreuzfeuer der Kritik – Literatur und Bühne" unterrichtete.
In den Jahren 1992 bis 2002 hatte sie Einsitz in diversen schweizerischen Kultur- und Literaturkommissionen. So war sie etwa Präsidentin der Literaturkommission der Stadt Zürich (1998–2002) oder Mitglied der Zürcher Kunstpreiskommission (1999–2002). Zudem war sie auch in internationalen Literaturjurys im deutschsprachigen Raum aktiv. U. a. in der Jury des ZDF-Aspekte-Preises (1994–2012), des Ingeborg-Bachmann-Preises (2002) und des Deutschen Buchpreises (2006).  Aktuell (2022) ist Pia Reinacher Mitglied in der SRF-Bestenliste-Jury.
Seit 2010 ist Pia Reinacher Geschäftsleiterin einer Public Affairs Agentur in Zürich.
2017 gründete Pia Reinacher die Lese- und Diskussionsplattform Grosse Bücher – Grosse Autoren, in der die Literaturkritikerin renommierte internationale Schriftstellerinnen und Schriftsteller vorstellt.

## Veröffentlichungen (Auswahl)
- Dissertation: Pia Reinacher: Die Sprache der Kleider im literarischen Text. Untersuchungen zu Gottfried Keller und Robert Walser. Europäische Hochschulschriften. Verlag Peter Lang, Bern, Frankfurt/M., NY, Paris, 1988. Zugriff
- Das zärtliche Knistern eines Stoffes. Robert Walsers Sprache der Kleider, in: Robert Walser, hrsg. von Klaus-Michael Hinz & Thomas Horst, Frankfurt am Main 1991.
- Je Suisse. Zur aktuellen Lage der Schweizer Literatur. Nagel & Kimche, Zürich 2003, ISBN 978-3-312-00328-0.
- Liebe, Lüge, Libertinage. Eine Expedition zu den Leidenschaften in der zeitgenössischen Literatur. Berlin University Press, Berlin 2008, ISBN 978-3-940432-22-3.
- «Als wäre er ein anderer gewesen». Zum Werk von Arnold Stadler. S. Fischer, Frankfurt am Main 2009, ISBN 978-3-596-18086-8.
- Kleider, Körper, Künstlichkeit. Wie Schönheit inszeniert wird. Berlin University Press, Berlin 2010, ISBN 978-3-940432-69-8.
- Georges Simenon: Das Testament Donadieu. Mit einem Nachwort von Pia Reinacher. (Roman). Hoffmann und Campe Verlag, Hamburg  2019.
- Literatur von Pia Reinacher im Katalog der Deutschen Nationalbibliothek